# Liste der Biografien/Puu
Liste der Biografien |
Portal Biografien |
Personensuche
# |
A |
B |
C |
D |
E |
F |
G |
H |
I |
J |
K |
L |
M |
N |
O |
P |
Q |
R |
S |
T |
U |
V |
W |
X |
Y |
Z |
?
 
Pa |
Pc |
Pe |
Pf |
Ph |
Pi |
Pj |
Pk |
Pl |
Pm |
Pn |
Po |
Pr |
Ps |
Pt |
Pu |
Pv |
Pw |
Py
 
Pua |
Pub |
Puc |
Pud |
Pue |
Puf |
Pug |
Puh |
Pui |
Puj |
Puk |
Pul |
Pum |
Pun |
Puo |
Pup |
Pur |
Pus |
Put |
Puu |
Puv |
Puy |
Puz
Die Liste der Biografien führt alle Personen auf, die in der deutschsprachigen Wikipedia einen Artikel haben. Dieses ist eine Teilliste mit 8 Einträgen von Personen, deren Namen mit den Buchstaben „Puu“ beginnt.

## Puu
- Puu, Anna (* 1982), finnische PopsängerinAnna Puu (* 1982)

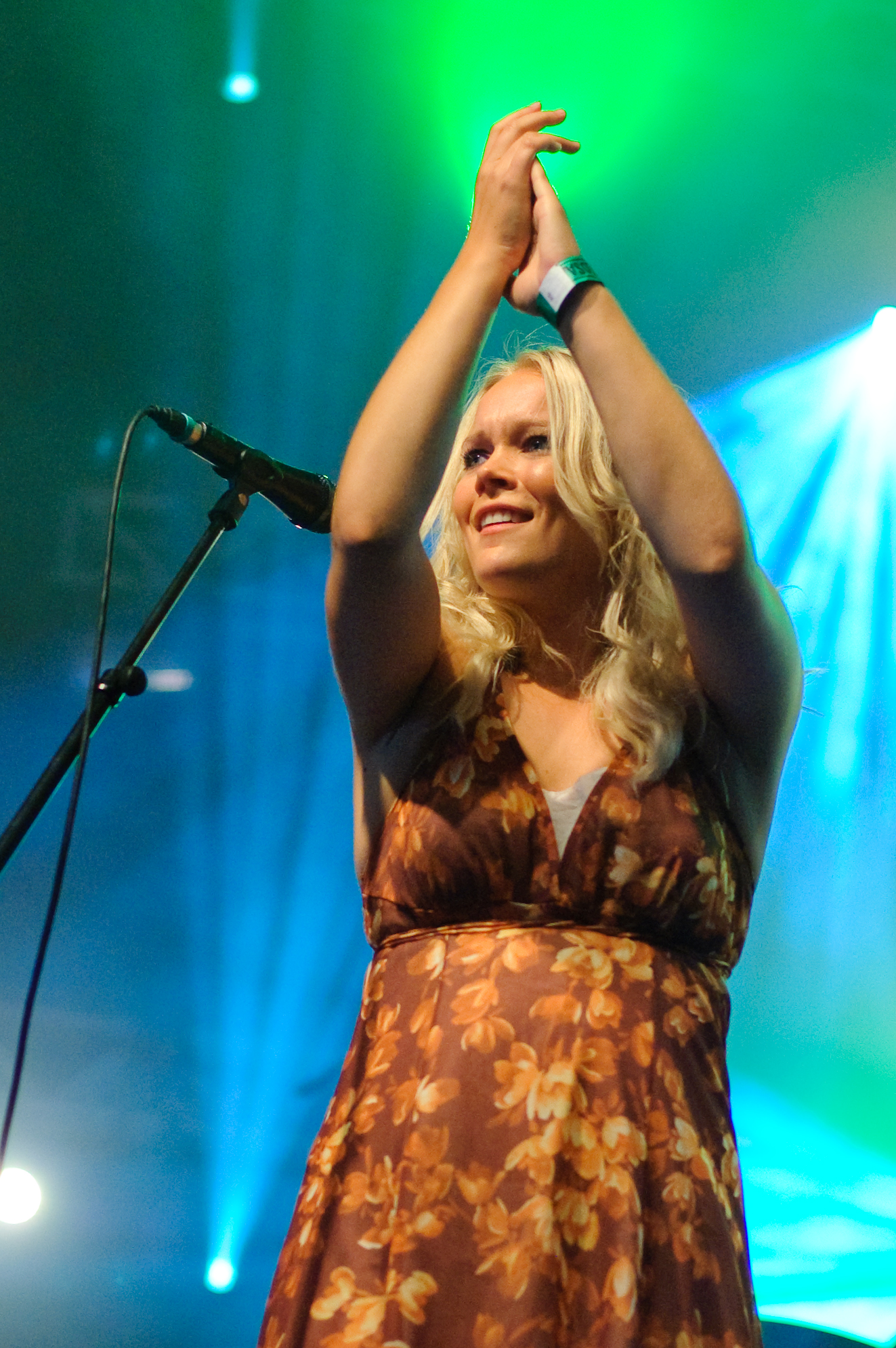
Anna Puu (* 1982)

### Puum
- Puumalainen, Martti (* 1997), finnischer Judoka

### Puup
- Puupponen, Simo (1915–1967), finnischer Schriftsteller

### Puur
- Puurunen, Paavo (* 1973), finnischer Biathlet

### Puus
- Puusepp, Endel (1909–1996), sowjetischer Pilot
- Puusepp, Martin (* 1988), estnischer Radrennfahrer
- Puuste, Heino (* 1955), estnischer Leichtathlet, der für die Sowjetunion startete
- Puustinen, Juuso (* 1988), finnischer Eishockeyspieler